# Ciulativ, Novhorod-Siverskîi
Ciulativ (în ucraineană Чулатів) este un sat în comuna Koman din raionul Novhorod-Siverskîi, regiunea Cernihiv, Ucraina.

## Demografie
Componența lingvistică a localității Ciulativ
     Rusă (94,89%)
     Ucraineană (5,11%)
Conform recensământului din 2001, majoritatea populației localității Ciulativ era vorbitoare de rusă (94,89%), existând în minoritate și vorbitori de ucraineană (5,11%).